# Periclina spiritata
Periclina spiritata är en fjärilsart som beskrevs av Charles Oberthür 1912. Periclina spiritata ingår i släktet Periclina och familjen mätare. Inga underarter finns listade i Catalogue of Life.